# Tic Tac (film)
Tic Tac è un film del 1997 diretto da Daniel Alfredson.

## Riconoscimenti
Guldbagge - 1998
Miglior film
Miglior regista a Daniel Alfredson
Miglior attore non protagonista a Emil Forselius
Candidatura a migliore sceneggiatura a Hans Renhäll